# .jo
.jo is het achtervoegsel van domeinnamen van Jordanië.